# Isidorea leonis
Isidorea leonis là một loài thực vật có hoa trong họ Thiến thảo. Loài này được Alain mô tả khoa học đầu tiên năm 1959.